# اریکا گیمپل
اریکا گیمپل (انگلیسی: Erica Gimpel؛ زادهٔ ۲۵ ژوئن ۱۹۶۴) یک هنرپیشه و خواننده اهل ایالات متحده آمریکا است. وی از سال ۱۹۸۲ میلادی تاکنون مشغول فعالیت بوده‌است.

## گزیدهٔ آثار

### سینما
- پادشاه نیویورک (۱۹۹۰)
- چشمان آبی (۲۰۰۹)

### تلویزیون
- خون حقیقی (۲۰۱۲)
- نیکیتا (۲۰۱۲)
- آناتومی گری (۲۰۰۹)
- بوستون لیگال (۲۰۰۷–۲۰۰۶)
- ذهن‌های مجرم (۲۰۰۶ و ۲۰۱۲)
- دکتر هاوس (۲۰۰۶)
- بخش فوریت‌های پزشکی (۲۰۰۳–۱۹۹۷)
- قانون و نظم (۱۹۹۴)